# 小西章子
小西 章子（こにし あきこ、1941年 - ）は、日本の西洋史家、エッセイスト。ボストン大学文学部卒業。マドリード大学留学。上智大学比較文化部非常勤講師。スペイン史専攻。

## 著書
- 『スペイン子連れ留学』鎌倉書房、1976年　のち新潮文庫
- 『遥かなるボストン 15年目のクラスメート』鎌倉書房、1979年　「遥かなるボストン 現代アメリカの主婦たち」新潮文庫
- 『スペイン女王イサベルの栄光と悲劇』鎌倉書房、1980年　「スペイン女王イサベル その栄光と悲劇」朝日文庫
- 『華麗なる二人の女王の闘い』鎌倉書房、1984年　のち朝日文庫（エリザベス1世、メアリー・スチュアート）
- 『世界いい味いいところ 駐日大使夫妻にきく』三修社、1986年
- 『世界歴史紀行 伝統文化を味わう旅　スペイン』読売新聞社　1987年
- 『スペインの白い村から』鎌倉書房、1990年
- 『イスラム・スペイン千一夜』中央公論社、1995年

## 参考
- 「イスラム・スペイン千一夜」著者紹介